# Мюллер, Карл Фридрих
Карл Фридрих Мюллер (нем. Karl Friedrich Müller; 11 ноября 1797, Брауншвейг — 4 апреля 1873, Брауншвейг) — немецкий скрипач.
С 14 лет учился музыке в Берлине у Карла Мёзера. С 1815 г. первая скрипка Брауншвейгской герцогской капеллы. Более всего известен как первая скрипка первого состава Квартета братьев Мюллеров (1831—1855) — и как отец четырёх сыновей-музыкантов, образовавших второй состав этого квартета: Карла (1829—1907), Гуго (1832—1886), Бернхарда (1825—1895) и Вильгельма (1834—1897).